# (380) Fiducia
(380) Fiducia es un asteroide perteneciente al cinturón de asteroides descubierto el 8 de enero de 1894 por Auguste Honoré Charlois desde el observatorio de Niza, Francia.
Está nombrado por la palabra latina para confianza.